# Георгиевское (Межевской район)
Гео́ргиевское — село в Костромской области России на реке Межа, административный центр Межевского района и Георгиевского сельского поселения.
Село расположено на левом берегу реки Межи в 56 км к северу от города Мантурово.

## Палеонтология
В районе села в отложениях раннего триасового периода (нижнеоленёкский подъярус) обнаружен ископаемый образец темноспондильной амфибии Wetlugasaurus.

## История
Первое упоминание в летописи относится к 1616 году. Георгиевское располагалось на торговом тракте из Великого Устюга, Никольск Вологодской области на Галич и Кострому. В XVII веке село Георгиевское-Вехнемежевское было центром одноимённого прихода и Межской волости.
В 1616 году Межевская волость входила в состав Кологривской осады. С 1628 года по 1714 год Межевская волость была пожалована в вотчинное владение стольнику Тимофею Федоровичу Бутурлину. После его смерти земля перешла к В. В. Бутурлину — участнику присоединения Украины к России и воеводе, разбившему войска поляков. Тот отдал земли в приданое дочери, вышедшей замуж за князя Долгорукова — знаменитого полководца, участника Полтавской битвы, сподвижника Петра Первого. После того как Долгоруков был лишён чинов и вотчин и сослан в Казань, Межевская вотчина перешла к С. П. Долгорукову — русскому дипломату. В 1720 году село Георгиевское с деревнями перешло к С. С. Майкову — дяде известного писателя В. И. Майкова.
В 1724 году Майков построил новую деревянную церковь на месте прежней, сгоревшей во время пожара.
Дома купцов назывались «гандареи» (галереи). Они стояли в центре села на высоких кирпичных фундаментах. Были обшиты тесом и покрашены. Крыши покрыты железом. Красивые балконы украшали фасад дома. На улице Октябрьской (дом Воронцовой Л. А.) был дом лесопромышленника Хазова, на первом этаже дома располагалась лавка. Дом купца красной гильдии Кудрявцева Федора Федоровича, торговавшего мануфактурой, стоял на месте нынешнего здания конторы меж лесхоза. Он был построен в два этажа (здание снесено).
На окраине села селились крестьяне. Их дома были окружены банями, ригами и овинами, хозяйственными постройками. На месте музыкальной школы и сберкассы было кладбище. Земли склона горы и горы Поденьевицкой были поповскими. За рекой старка называлась Дьяконовское озеро.
С 1861 по 1864 год существовало училище при церкви, открытое священником Евгением Соболевым. С 1866 по 1868 год существовало училище, открытое младшим священником Николаем Смирновым в собственном доме и содержащееся на средства его родителей и его самого. Церковно-приходская школа располагалась наверху Монастырки с левой стороны (сгорела). Рядом находилась церковная ночлежка для прихожан из дальних деревень (в 15 метрах от современного универмага на улице Садовой). На склоне Лихонинской горы до сих пор стоит складик церковной утвари. Высокая железная ограда вокруг церкви стояла на кирпичном фундаменте. Вход в ограду был с современной улицы Октябрьской. Внутри ограды росли липы и лиственницы. Слева от входа стояло надгробие из черного мрамора с крестом. Там был похоронен Владимир Самуилович Фигнер и его жена Каролина Фигнер. Рядом находилась каменная плита, где был похоронен придворный камер фурьер Павел Иванович Нестеров — дед В. С. Фигнера по материнской линии, служивший при дворе Елизаветы Петровны и Екатерины Второй. Позади церкви были расположены могилы священнослужителей. Церковь была разрушена в 1930-е годы.
По данным переписи 1877 года в селе проживало 255 человек, из них мужчин — 112, женщин — 143, духовного звания — 54, купцов — 13. Мещан — 23, крестьян — 164.
Несмотря на богатую историю, в селе осталось немного памятников архитектуры — таковыми можно считать Георгиевскую церковь (1820—1830) и деревянные гражданские постройки XIX века. Убогие крестьянские избы давно развалились, а постройки духовенства и купцов сохранились до нашего времени.

## Население
| 1959  | 1970  | 1979  | 1989  | 2002  | 2008  | 2010  |
| ----- | ----- | ----- | ----- | ----- | ----- | ----- |
| 2024  | ↗2411 | ↗2611 | ↗2948 | ↘2816 | ↗2842 | ↘2509 |
| 2014  |       |       |       |       |       |       |
| ↗2767 |       |       |       |       |       |       |

## Культура, наука, образование
- Межевский художественно-исторический музей

## СМИ

### Пресса
Общественно-политическая газета «Новая жизнь»